# Araldica finlandese
L'araldica finlandese ha un passato comune all'araldica svedese sino al 1809 e appartiene alla tradizione araldica germanica.

## Araldica pubblica
Gli stemmi delle province storiche della Finlandia sono originari dell'era Vasa (1523–1611). Lo stemma del Granducato di Finlandia fu creato nel 1581.
Tra il 1950 e il 1970, l'araldica in Finlandia ha goduto di una popolarità senza precedenti. In poco tempo, tutte le municipalità della Finlandia si sono munite di uno stemma, designati secondo elevati standard. I più importanti araldisti furono Gustaf von Numers, Ahti Hammar e Olof Eriksson; il danese Sven Tito Achen li stimava i migliori del mondo, all'epoca.

### Esempi

Inari: fauna locale, la renna e il lavarello
Jaala
Tervo: legno galleggiante
Kerava: industria per l'arredamento
Kihniö: segherie
Pielavesi: corni di corteccia di betulla
Sumiainen: nebbia (come il nome della municipalità)
Karstula

## Araldica privata
Il più antico stemma finlandese conosciuto e il sigillo di Bertold, vouti (sceriffo) del Castello di Häme (1297).
Gli stemmi della nobiltà finlandese sono riportati nella Casa della Nobiltà finlandese. L'ultima aggiunta fu nel 1912. Gli elmi sono gli stessi dell'araldica svedese.
Dopo la rinascita dell'araldica pubblica, gli stemmi borghesi divennero popolari. Tali stemmi vennero usati in Finlandia nel XVII e XVIII secolo da ricchi mercanti, preti, funzionari e magistrati, anche se in molti casi duravano una sola generazione e divennero rari dopo un regio decreto contro l'uso dello scudo nobile e dell'elmo aperto da parte di borghesi nel 1762. La Società Araldica Finlandese cominciò a tenere un registro non ufficiale di stemmi borghesi, il quale è stato pubblicato nel 2006 come armoriale contenente 1356 stemmi. L'editto svedese del 1762 è ancora rispettato e la Società Araldica Finlandese registra solo stemmi borghesi con elmo chiuso. Ogni Presidente della Finlandia ha uno stemma come membro dell'Ordine dei Serafini in Svezia e dell'Ordine dell'Elefante in Danimarca.
L'araldica finlandese è largamente studiata dagli interessati a rievocazioni storiche e giochi di ruolo dal vivo.

## Caratteristiche

Stemma di Outokumpu che si riferisce alle miniere di rame in città e ai boschi di abeti. La posizione della linea di partizione a ramoscelli di abete, posta nel capo, sta a indicare il fatto che il rame, indicato dal suo simbolo alchemico, è estratto da miniere sotterranee

L'araldica finlandese è generalmente di alta qualità, come si può notare dai Dieci comandamenti per un disegnatore di araldica finlandese, scritti da Jukka Suvisaari e pubblicati dalla Società Araldica Finlandese nell'aprile 1990:
1. Solo gli smalti sono usati. Questi sono i metalli, oro e argento, e i colori, rosso, azzurro, nero e verde. Nei disegni, il giallo può essere usato al posto dell'oro e il bianco al posto dell'argento. Nelle bandiere e nelle fiamme questo avviene quasi sempre. I colori araldici sono brillanti e puliti; i toni sono presi al centro della scala.
2. L'uso di soli due smalti, uno dei quali un metallo, è preferito. L'uso di un terzo smalto richiede una buona ragione, ma un quarto è cattiva araldica.
3. Secondo la regola di contrasto dei colori, non bisogna piazzare un colore sopra o vicino ad un altro colore oppure un metallo sopra o vicino ad un altro metallo, a meno che la linea di contatto non sia molto corta.
4. Lettere, numeri o scritte non appartengono all'emblema araldico.
5. Le figure araldiche devono essere grandi il più possibile e riempire lo spazio il più completamente possibile.
6. Nelle figure naturali non è importante la rappresentazione, ma le caratteristiche (ad esempio la ferocia del leone, la maestosità dell'aquila, la grazia del cervo).
7. In linea di principio, le figure devono essere bidimensionali. Devono essere riconoscibili anche se colorate in modo uniforme, senza ombre o ulteriori bordi.
8. Un emblema araldico deve essere semplice da ricordare. Non dovrebbe essere affollato da troppi simboli, solo dall'essenziale. L'ideale è una sola figura.
9. È vietato essere ripetitivi in araldica: una idea non dovrebbe essere simbolizzata da due o più figure. D'altra parte, se una figura simbolizza due o più idee, si rafforza il simbolismo della figura, e quindi tutto l'emblema.
10. La figura e l'intero emblema devono essere tali che possano essere ridisegnati secondo una descrizione scritta (blasonatura) dello stemma o della bandiera senza un modello. Questo significa che l'emblema è una rappresentazione generale. Ad esempio, un castello non può essere un castello specifico, ma solo un castello araldico (anche se può essere descritto, sempre rimanendo nell'esempio, come la fortezza di Korela). In altre parole, la descrizione della figura non dovrebbe richiedere l'uso di un nome proprio.[1]

L'araldica finlandese ha introdotto nuove linee di contorno, come la "partizione a ramoscello di abete" (havukoro) o la "partizione a cima di abete" (kuusikoro). Ad esempio lo stemma di Outokumpu, disegnato da Olof Eriksson nel 1953, ha un capo a ramoscello di abete. L'araldica finlandese ha avuto qualche influenza sull'araldica sudafricana.

## Vocabolario finlandese
| Smalto  | Nome araldico | Nome finlandese |
| Metalli | Metalli       | Metalli         |
| ------- | ------------- | --------------- |
| Oro     | Or            | kulta/keltainen |
| Argento | Argent        | hopea/valkoinen |
| Colori  |               |                 |
| Azzurro | Azure         | sininen         |
| Rosso   | Gules         | punainen        |
| Nero    | Sable         | musta           |
| Verde   | Vert          | vihreä          |

- araldica = heraldiikka
- stemma = vaakuna
- stemma nobile = aatelisvaakuna
- stemma borghese = porvarisvaakuna

| Esempio         |           |           |                |              |                            |
| --------------- | --------- | --------- | -------------- | ------------ | -------------------------- |
| Nome italiano   | Troncato  | Partito   | Tagliato       | Inquartato   | Inquartato con cuore       |
| Nome finlandese | katkoinen | halkoinen | vastalohkoinen | nelijakoinen | nelijakoinen ja sydänkilpi |